# Rattus argentiventer
Rattus argentiventer és una espècie de mamífer rosegador de la família dels múrids que viu al sud-est d'Àsia.